# Ruidera
Ruidera è una località spagnola di 608 abitanti, della provincia di Ciudad Real, appartenente alla comunità autonoma di Castiglia-La Mancia. 
È conosciuta per le proprie lagune, formate lungo il corso del fiume Guadiana. Venne riconosciuta per decisione reale come comune il 21 settembre 1990, quando ancora dipendeva amministrativamente da Argamasilla de Alba fin dalla fine del secolo XVIII. In precedenza, invece apparteneva al comune di Alhambra, e per questo è parte del Campo di Montiel.
Le feste locali si celebrano il 15 agosto, in concomitanza con la festività patronale: la Vergine della Bianca.
La Zona è molto apprezzata in ambito cinematografico per i propri paesaggi. La propria economia si basa anche nel turismo e nell'agricoltura.